# Caroline Brasch Nielsen
Caroline Brasch Nielsen (født 21. juni 1993) er en dansk model. Hun er kendt for at være model for Marc Jacobs og Valentino, samt for flere duftserier som Fendis Fan di Fendi Blossom og Chloes Roses de Chloe.

## Karriere
Caroline Brasch Nielsen blev fundet af en modelspejder på et pizzeria med nogle venner. Hun startede på catwalk ved Semaine de la mode de Paris i efteråret 2010 for Dries Van Noten. Samme sæson åbnede hun for Valentino, og var model for Balenciaga, Givenchy, Yves Saint-Laurent og Chanel. Models.com names her one of the « Top 10 Newcomers FW 2010 ».
Siden da har hun arbejdet for Narciso Rodriguez, Thakoon, Alberta Ferretti, Nina Ricci, Herve Leger, Giambattista Valli, Elie Saab, Christian Dior, D&G, Matthew Williamson, Prabal Gurung, Tory Burch, Hugo Boss, Chloe, Fendi, Calvin Klein, Zara, Oscar de la Renta, Sonia Rykiel, Balenciaga, H&M, Burberry, Marc Jacobs og Jill Stuart. Hun har desuden været i modemagasiner som Vogue (Italia, Paris, UK, China, Russia, Germany, Japan, US), Harper's Bazaar, Dazed & Confused, W, Numéro, i-D, Cover, Interview og Elle.
Hun har medvirket i Victoria's Secret Fashion Show i både 2011 og 2013
Hun er rangeret som nummer 19 på Models.com's Top 50 Models.